# Hein Lisseberg
Hein Lisseberg is een personage in de Nederlandse soapserie Goede tijden, slechte tijden. De rol van Hein Lisseberg werd vanaf 26 januari 2016 gespeeld door Bas Heerkens.

## Beschrijving
Janine Elschot wil voor J. Magazine weten hoe het is om in de gevangenis te zitten. Ze wil Rik de Jong interviewen, maar die ziet dat niet zitten. Daarom brengt hij Janine in contact met Hein, een gevangene die Rik heeft leren kennen in de gevangenis. Hein is een psychiatrische seriemoordenaar. Eerst laat hij niks los, maar even later vertelt hij over zijn eerste moord. Na een aantal weken Hein te hebben opgezocht besluit zij een boek over hem te schrijven. Als Hein een overdosis medicijnen inneemt, moet hij naar het ziekenhuis. Hier leert hij Anton Bouwhuis kennen. Niet veel later blijkt hij ontsnapt te zijn. Hij heeft een bewaker omgekocht. Janine krijgt uiteindelijk van Hein signalen die aangeven waar hij verblijft. Hein ontvoert Janine naar zijn vakantiehuisje en geeft haar spierverslappende middelen. Uiteindelijk vinden Rik de Jong en Ludo haar en kunnen haar leven redden. Hein wordt weer gearresteerd. Tijdens een etentje met Rik de Jong weet Janine zich weer dingen te herinneren toen ze met Hein in het vakantiehuisje was. Ze krijgt weer een paniekaanval. Precies op dat moment komt Ludo Sanders binnen. Natuurlijk geeft hij Rik de schuld dat dit weer gebeurd is, aangezien hij weer in haar buurt was. Even later gaat Rik langs bij Ludo. Hij wil dat Rik haar met rust laat. Uiteindelijk krijgt hij een klap in zijn gezicht van Rik.
Als Janine alleen de Sapsalon binnenkomt, krijgt ze een terugval. Ze denkt dat Hein voor haar neus staat. Ze raakt helemaal in paniek, maar gelukkig is Maxime Sanders ook in Sapsalon en ze kalmeert haar. Janine belt Ludo om haar te komen halen.
Om haar angst te overwinnen, besluit ze voor een laatste keer Hein te bezoeken in de gevangenis. Ludo Sanders is mee voor de veiligheid.
In 2019 keert Hein terug en heeft hij samen met crimineel Jos Uylenburg een plan gemaakt om het luisterboek van Janine Kwaad Bloed na te spelen. Hierbij komt Marieke de Moor om het leven nadat ze opzettelijk is aangereden. Tevens laten ze Lucas Sanders ontvoeren. Janine beseft al snel dat Hein erachter zit en besluit samen met Aysen Baydar naar de extra beveiligde gevangenis van Hein te gaan. Wanneer Hein en Janine alleen zijn bekend hij, echter geeft hij alleen de plaats van Lucas vrij als hij samen met Janine naar het graf van zijn moeder kan. Na veel praten besluit de politie een plan te maken om het te laten lijken dat Hein en Janine echt alleen zijn. Ze worden beide met een bus naar de locatie afgevoerd. Op dit moment komen handlangers van Hein en beschieten de politievoertuigen, hierna nemen ze Hein en Janine mee. In de tussentijd is Lucas, zoals beloofd was, door handlangers vrijgelaten maar nu is Janine ontvoerd. Hein neemt Janine mee naar de plek waar Lucas vast heeft gezeten. Hij was van plan haar lichaam in te boetseren. Voor Hein hiermee aan de slag wil gaan moet Janine eerst samen met Hein eten. Dit loopt uiteindelijk flink uit de hand. Janine die het voorziet dat Hein haar iets wil aandoen, bestelde nog voor haar afspraak met Hein een 'gevaarlijke' pil. Tijdens het dinner neemt Janine dit echter zelf waarna Hein dit ziet en boos wordt. Janine maakt Hein duidelijk dat zij bewust geen slachtoffer van Hein wil worden en na de woorden 'zeg tegen mijn familie dat ik van ze hou' valt Janine bewusteloos neer. Hein is woedend en denkt dat ze met haar dood van hem af wil komen. Hein gaat onverminderd door met zijn plan. Als blijkt dat Janine niet echt dood is, geeft ze zich over aan Hein. De twee besluiten het dinner voor te zetten. Met één hand al in het gips weet janine uiteindelijk te ontsnappen en rent het gebouw uit. Hein gaat haar achterna en voor het gebouw probeert hij Janine te wurgen. Er komt dan een auto op hun afgereden waaruit Mark de Moor met een pistool in zijn hand uitstapt. Hij wil Marieke wreken en schiet uiteindelijk Hein dood. 
Na zijn dood zien we Hein nog één keer terug als visioen van Janine Elschot wanneer zij buiten in het donker op straat loopt.